# Dům Roberta Bosche
Dům Roberta Bosche se nachází v ulici Heidehofstraße čp. 31 ve stuttgartské městské části Gänsheide a je od roku 1986 sídlem Nadace Roberta Bosche. Dříve dům sloužil jako konzulát Francie a je památkově chráněn.

## Historie a popis
Dům byl vystavěn na zakázku německého průmyslníka Roberta Bosche v letech 1910–1911 pod taktovkou architektů Jakoba Früha a Carla Heima, jež objektu a jeho 25 místnostnem vtiskli podobu ve stylu pozdního historismu, jakožto jedné z posledních budov ve Stuttgartu. Robert Bosch ve vile bydlel až do své smrti v roce 1942.

Hlavní budovu tvoří krychlová stavba s valbovou střechou, atikou a belvedérem, která odkazuje na svébitnou tvorbu okruhu architektů kolem Karla Friedricha Schinkela, navazujících na ranou italskou renesanci 15. století. Jednotlivá podlaží jsou osazena různými typy oken s odlišnými rozměry. Stropní a schodišťové konstrukce jsou ze železobetonu, typického materiálu moderní architektury.

Autorem plastik na fasádě domu a v jeho parku je Franz Boeres, který též doplnil interiér vily o secesní prvky. Avantgardní architekt a designér interiérů Bruno Paul se podílel na konceptu jídelny.

Vchod na pozemek o výměře 13.000 m2 zajišťuje z ulice Heidehofstraße mohutný kamenný portál, přestavěný roku 1934, nad jehož hlavní vjezdovou branou je umístěna plastika orla a nad postrannými vchody kartuše s motivy výrobků firmy Robert Bosch, které ji celosvětově proslavily.

## Novostavba
Rozlehlost pozemku, přiléhajícího k vile, umožnila v letech 2002–2004 výstavbu novostavby za 20 milionů eur, tzv. Haus Heidehof, který slouží k potřebám Nadace Roberta Bosche. Autor nové budovy u původní vily Roberta Bosche s kovovou fasádou antracitové barvy, stojící s historickým objektem a údolím Neckaru ve vzájemném dialogickém konceptu, je kolínský architekt Peter Kulka, jenž se držel principů moderní architektury Ludwiga Miese van der Roheho. V objektu, který v sobě skrývá i kasino pro hosty, se konají konference, semináře či přednášky. Přízemí, pod nímž se rozprostírají podzemní garáže, obývají kanceláře nadace s kapacitou pro 60 zaměstnanců a knihovna. Stavba získala v roce 2006 cenu Hugo-Häring-Preis.

Úpravy nezastavěných ploch na pozemku vily se zhostil Peter Kluska. Rekonstrukcí prošel památkově chráněný park, který byl vhodně propojen s novějšími elementy historické zahrady.